# John Julius Norwich
John Julius Norwich (John Julius Cooper, 2:e viscount Norwich), född 15 september 1929 i Oldham i Greater Manchester (i dåvarande Lancashire), död 1 juni 2018 i London, var en engelsk historiker, reseskribent och TV-personlighet. Han var son till den konservative politikern och diplomaten Duff Cooper, som 1952 blev viscount Norwich, och till Lady Diana Cooper, en hyllad skönhet och societetsperson.